# 그랜드코리아레저
그랜드코리아레저(Grand Korea Leisure)는 외국인 전용 카지노 세븐럭을 운영하는 기업으로서 외래 관광객 유치 및 외화 획득 증대, 이익금의 관광 인프라 확충을 위한 재투자, 관광객을 위한 야간 관광 상품 제공 등 관광 진흥을 도모하는 한편, 고용 창출을 통한 청년 실업 완화에 기여하고자 2005년 설립됐다. 2017년 문화체육관광부 산하 공기업으로 지정되었으며 본사는 서울특별시 강남구 삼성로 610 (삼성동)에 있다. 영업장은 코엑스센터 컨벤션 별관의 서울강남점 세븐럭, 밀레니엄 서울힐튼점, 세븐럭 부산롯데점이 있다. 매출 구성은 카지노 98.7%, 환전 수입 1.3% 가량이다. 시가 총액은 2014년 기준으로 2조 7천억 원 가량이다.
GKL은 강원랜드, 파라다이스에 이어 세번째로 큰 규모의 카지노 업체이다. 대한민국 내에 유커(중국인 관광객)의 방문이 증가하며 2012년부터 2014년 사이에 지속적인 주가 상승을 보였다.
2014년부로 코스피200 지수에 편입되었다.

## 주요 기능 및 역할
- 서울 2곳(코엑스점, 힐튼점), 부산 1곳(롯데점)에 외국인 전용 카지노 영업

## 연혁
- 2005년 1월 28일 외국인 전용 카지노 조건부 영업 허가
- 2005년 9월 6일 그랜드코리아레저(주) 설립
- 2006년 1월 27일 코엑스센터점(現 서울강남점) 개장
- 2006년 5월 26일 밀레니엄서울힐튼점 개장
- 2006년 6월 23일 부산롯데점 개장
- 2007년 10월 1억불 관광진흥탑 수상
- 2008년 10월 업계 최초 3억불 관광진흥탑 수상
- 2009년 10월 서울강남점 확장 오픈
- 2009년 11월 품질경영시스템(ISO9001)인증
- 2009년 11월 한국거래소 유가증권시장(KOSPI) 상장
- 2010년 9월 밀레니엄서울힐튼점 리뉴얼 오픈
- 2012년 1월 부산롯데점 리뉴얼 확장 오픈
- 2012년 4월 GKL 스키단 창단
- 2012년 9월 업계 최초 4억불 관광진흥탑 수상
- 2013년 12월 가족친화인증 기업 선정

## 조직
- 감사
  - 감사실
    - 감사팀
      - 청렴조사파트

### 사장
- 이사회
- 스포츠단
- 소통실
  - 홍보팀
  - 스포츠팀
  - 비서실
- 서베일런스실
  - 코엑스팀
  - 힐튼팀
  - 롯데팀

#### 경영본부
- 기획조정실
  - 기획조정팀
  - 경영전략팀
  - IT팀
    - 정보보안파트

  - 비생계획팀
- 경영지원실
  - 인사실
  - 노무팀
  - 총무구매팀
  - 윤리업무팀
  - GKL아카데미
- 재무관리실
  - 자금실
  - 회계팀
  - 코엑스경리팀
  - 힐튼경리팀
  - 롯데경리팀

#### 마케팅본부
- 마케팅기획팀
  - 코업파트
- 광고이벤트팀
- 마케팅1팀
  - 매스마케팅팀
  - 일본마케팅팀
    - 도쿄파트
    - 도쿄사무소
    - 오사카파트
    - 나고야삿뽀로파트
    - 삿뽀로사무소
    - 후쿠오카히로시마파트
    - 후쿠오카사무소
    - 히로시마사무소

  - 국제마케팅팀
    - 미주파트
    - 동남아파트
    - 아시아퍼시픽파트
- 마케팅2실
  - 중국마케팅팀
    - 화북파트
    - 동북파트
    - 화동파트
    - 중화파트

  - 멤버십마케팅팀
  - 공항의전팀

#### 강남본부
- 강남 코엑스팀
  - 운영기획팀
    - 영업기획파트
    - 칩스파트
    - F&B파트

  - 오퍼레이션1팀
  - 오퍼레이션2팀
  - 오퍼레이션3팀
- 머신영업팀
- CS팀

#### 강북본부
- 강북 힐튼점
  - 운영기획팀
  - 칩스파트
  - F&B파트
  - 오퍼레이션1팀
  - 오퍼레이션2팀
  - 오퍼레이션3팀
  - 머신영업팀
- CS팀

#### 부산본부
- 부산마케팅1팀
- 매스파트
- 공항의전파트
- 부산마케팅2팀
- 국제파트
- 부산 롯데점
  - 운영기획팀
  - 칩스파트
  - F&B파트
  - 오퍼레이션1팀
  - 오퍼레이션2팀
  - 오퍼레이션3팀
  - 머신영업팀
- CS팀

## 참고 문헌
1. ↑  증시 지도 바꾸는 中자본…외국인 순매수의 절반 넘는 1조9천억 사들여, 한국경제 2014.09.10
2. ↑  "거래소, 코스피200 특별 변경 방식 변경 아쉽다", 연합뉴스 2014/08/29